# Copa da Guiana de Futebol
A Copa da Guiana de Futebol é o segundo mais importante torneio nacional de futebol na Guiana, após o Campeonato Guianense (Elite League). É organizada pela Federação de Futebol da Guiana (GFF) e disputada anualmente.

## História
Até 2016, não havia uma competição eliminatória nacional de futebol sendo organizada regularmente no país de forma oficial. A federação guianense chegou a realizar algumas copas nos anos 1990, mas nenhuma teve continuidade, assim como o próprio campeonato nacional, interrompido por diversas vezes ao longo dos anos.[carece de fontes?]
No entanto, diversos torneios de importância variada foram realizados no país nas últimas décadas, por associações diversas, sendo os mais importantes deles o Kashif & Shanghai Knockout Tournament, disputado todos os anos entre 1990 e 2015, e a Mayors Cup, realizada entre 1998 e 2016.[carece de fontes?]
Finalmente, em 2017, foi criada a GFF Stag Beer Super 16 Championship, organizada oficialmente pela federação do país, com a participação de dezesseis equipes. Este primeiro torneio foi vencido pela equipe da Guyana Defence Force FC. Em 2019, por razões de patrocínio, a competição passou a se chamar apenas GFF Super 16 Cup.[carece de fontes?]
Em 2020, o torneio não foi realizado, devido à pandemia de COVID-19. Em vez dele, foi realizada uma edição especial reduzida do Kashif & Shanghai Knockout Tournament, intitulada Bounce Back Football, com a participação de apenas 4 equipes convidadas.
A edição de 2021 foi confirmada em 5 de janeiro pela federação guianense, estando programada para iniciar no primeiro dia de novembro. No entanto, teve seu início reprogramado para 12 de dezembro, em uma nova parceria com a Kashif & Shanghai (K&S) Organisation.
Em 2022, a parceria da GFF com a K&S Organisation continuou. O torneio, entretanto, ganhou um novo formato com apenas 10 equipes participantes e foi rebatizado para One Guyana President’s Cup, sendo disputado por seleções regionais, devido à não normalização do futebol de clubes no país desde a pandemia de COVID-19.
Em 2023, o formato da edição anterior foi mantido, mas com o torneio voltando a ser disputado por clubes, e sendo rebatizado para Elite League Cup. Patrocinada pela KFC, esta nova edição contou apenas com as 10 equipes participantes da GFF Elite League, que disputaram um prêmio total de 3 milhões de dólares. Em 2024, o torneio não foi organizado pela GFF e nenhuma outra parceria foi estabelecida, em meio a um conflito da federação com a K&S Organisation.

## Campeões
| Ano  | Campeão             | Placar              | Vice                |                     |
| ---- | ------------------- | ------------------- | ------------------- | ------------------- |
| 2017 | Defence Force       | 2:0                 | Grove Hi-Tech       |                     |
| 2018 | Den Amstel FC       | 2:0                 | Buxton United FC    |                     |
| 2019 | Defence Force       | 1:0                 | Fruta Conquerors    |                     |
| 2020 | Cancelada(CAN)      | Cancelada(CAN)      | Cancelada(CAN)      | Cancelada(CAN)      |
| 2021 | Defence Force       | (5) 1:1 (4)         | Western Tigers FC   |                     |
| 2022 | Torneio de seleções | Torneio de seleções | Torneio de seleções | Torneio de seleções |
| 2023 | Defence Force       | (8) 0:0 (7)         | Western Tigers FC   |                     |
| 2024 | Não houve           | Não houve           | Não houve           | Não houve           |
| 2025 | Em breve            | Em breve            | Em breve            | Em breve            |